# Mare de Déu de la Mercè de Cirera
Mare de Déu de la Mercè de Cirera és una capella del mas cal Cirera, al municipi de Borredà (Berguedà), inclosa en l'Inventari del Patrimoni Arquitectònic de Catalunya.

## Descripció
Petit oratori independent situat al mig del camp. Està tot construït de pedra amb una teulada a dues aigües. Presenta una porta de fusta amb llinda conopial que sembla construïda posteriorment de la mateixa manera que l'òcul situat sobre la porta. L'òcul i la porta són de carreus de pedra picada; els paraments de pedra irregular, amb els angles de pedra més treballada.
El presbiteri, de forma quadrada, està situat a llevant; la porta d'accés es va obrir a ponent i té una llinda amb la data de la construcció al mig, 1777, sota l'escut de la família Cirera.

## Història
El lloc de Cirera està documentat des de l'any 905 com a "villa que dicunt Cereisa" esmentat com un dels límits de l'església de Sant Jaume de Frontanyà. A partir del segle xv es documenta la família Cirera, pagesos, que esdevenen una de les famílies més riques del terme parroquial de Santa Maria de Borredà entre els segles XVII i XIX. La masia tenia, a més de la capella pròpia, un molí fariner i una gran casa a la plaça del Padró de Borredà. La masia fou enderrocada a la dècada dels setanta del segle xx.
La Capella inicià el seu procés de deteriorament als anys cinquanta del segle XX quan la masia de cal Cirera va quedar deshabitada, i la teulada va acabar esfondrada. Actualment l'edifici s'utilitza com a estable.